# Anton Collin
Anton Johannes Collin, né le 12 octobre 1891 à Pihlajavesi et décédé le 31 mai 1973 à Ähtäri, est un ancien fondeur et cycliste finlandais. Vainqueur de l'épreuve du 50 kilomètres au Festival de ski d'Holmenkollen en 1922, il est le premier non norvégien à remporter cette épreuve. Anton Collin a la particularité d'avoir participé à la fois aux Jeux d'hiver et aux Jeux d'été en 1924.

## Résultats

### Jeux olympiques d'hiver
| Épreuve / Édition | Chamonix 1924 |
| Ski de fond 18 km | 16e           |
| Ski de fond 50 km | Abandon       |

### Jeux olympiques d'été
| Épreuve / Édition              | Paris 1924 |
| Cyclisme sur route Individuel  | Abandon    |
| Cyclisme sur route Par équipes | 13e        |

### Festival de ski d'Holmenkollen
Vainqueur du 50 kilomètres ski de fond en 1922.